# Une histoire vertébrale
Une histoire vertébrale ist ein französischer Kurzanimationsfilm von Jérémy Clapin aus dem Jahr 2004.

## Handlung
Ein kleiner Mann mit einem Wirbelsäulenschaden, der dafür sorgt, dass er nur nach unten schauen kann, lebt allein in einem Hochhaus. Gesellschaft leistet ihm sein Hund, doch sehnt sich der Mann nach einer Frau, die zu ihm passt. In einer Filmwerbung sieht er einen Mann, der eine Frau nach hinten neigt, um sie zu küssen. Doch bereits das Nachstellen der Szene mit einer Pappfrau scheitert.
Nur eine Etage unter dem Mann lebt eine große Frau, deren Wirbelsäulenschaden dazu führt, dass sie nur nach oben schauen kann. Mann und Frau verpassen sich aufgrund ihrer Größe und ihrer Blickrichtungen ständig im Alltag. Die Frau lebt mit ihrem neuen Vogel zusammen, der sich gelegentlich in die Wohnung des Mannes verirrt und vom Mann gefangen und aus dem Fenster zurück in die Freiheit entlassen wird. Über den Vogel sehen sich Mann und Frau erstmals, als sie aus ihren Fenstern sehen, und es ist auch der Vogel, der beide im Treppenhaus aufeinander aufmerksam werden lässt. Mann und Frau stellen fest, dass sie auf unterschiedlichen Stufen der Treppe stehend wie ein Puzzlestück zueinander passen, und küssen sich.

## Produktion
Une histoire vertébrale war das Filmdebüt von Jérémy Clapin. Schon während seines Studiums an der École nationale supérieure des arts décoratifs (ENSAD), das er 1999 beendete, hatte er erste Skizzen zum Film gezeichnet. Die eigentliche Arbeit am Film begann 2002.
Der Film wurde in 3D animiert; neben Clapin, der auch das Drehbuch schrieb, waren Christophe Guayroso und Jerôme Florencie an der Animation des Films beteiligt. Die eingängige Filmmusik wurde von Nicolas Martin geschrieben. Es spielen Josep Oliver Rubio (Euphonium und Posaune), Augustín Martínez Vico (Klarinette) und Martín Martínez Vico (Trompete, Perkussionsinstrumente). Der Film hat keine Dialoge. Er wurde erstmals 2004 in Frankreich veröffentlicht und lief 2005 unter anderem auf dem Festival d’Animation Annecy und dem Filmfest Dresden.

## Kritik
„Une histoire vertébrale ist eine ebenso liebevolle wie skurrile Beschreibung zweier körperlich verwachsener Menschen“, schrieb die Sächsische Zeitung

## Auszeichnungen
Une histoire vertébrale war 2005 für einen Cristal d’Annecy des Festival d’Animation Annecy nominiert. Auf dem Filmfest Dresden gewann er den Internationalen Wettbewerb in der Rubrik Animation und wurde auf dem Hiroshima Kokusai Animation Festival mit dem Spezialpreis der Jury ausgezeichnet.